# Dulcinée (film)
Pour les articles homonymes, voir Dulcinée (homonymie).
Pour plus de détails, voir Fiche technique et Distribution.
Dulcinée (Sem Sombra de Pecado) est un conte cinématographique italo-espagnol réalisé par Vicente Escrivá et sorti en 1962.
Il s'agit d'une adaptation de la pièce éponyme de Gaston Baty créée en 1938.

## Synopsis
Sancho est chargé par Don Quichotte de remettre une lettre adressée à Dulcinée à Aldonza, une aubergiste castillane. La lettre émeut tellement la jeune fille qu'elle adopte la personnalité de Dulcinée, rend visite à Don Quichotte sur son lit de mort et parcourt les routes en faisant la charité jusqu'à ce qu'elle soit arrêtée par l'Inquisition, qui l'accuse de sorcellerie.

## Fiche technique
- Titre français : Dulcinée[1]
- Titre original espagnol : Dulcinea ou La amada imaginaria[2]
- Titre italien : Dulcinea - Incantesimo d'amore
- Réalisateur : Vicente Escrivá
- Scénario : Ramón Faraldo (es) d'après la pièce éponyme de Gaston Baty créée en 1938.
- Photographie : Godofredo Pacheco (es)
- Montage : Pablo González del Amo
- Musique : Giovanni Fusco
- Production : Vicente Escrivá
- Sociétés de production : Aspa Producciones Cinematograficas, Nivi Film
- Pays de production :  Espagne -  Italie
- Langues originales : espagnol
- Format : Noir et blanc - Son mono - 35 mm
- Durée : 94 minutes
- Genre : conte
- Dates de sortie :
  - Espagne : 1962 (sortie limitée) ; 16 mai 1963 (Madrid)
  - Italie : août 1962 (Mostra de Venise 1962)
  - France : 7 octobre 1966[1]

## Distribution
- Millie Perkins - Aldonza / Dulcinée
- Folco Lulli - Sancho Panza
- Cameron Mitchell - Le Renégat
- Walter Santesso - Diego
- Vittoria Prada - Blanca
- Pepe Rubio - Inquisiteur
- Andrés Mejuto - L'hidalgo
- Antonio Garisa - Maître Pietro
- Hans Söhnker
- Ana María Noé - La malade
- José Guardiola - Témoin au procès
- Antonio Ferrandis - Mendiant
- José Manuel Martín - Aubergiste
- Yelena Samarina - Dirigeante
- Xan das Bolas - Routier
- Luis Induni - Capitaine de l'escorte
- José Riesgo - Gentleman
- Emilio Rodríguez (es)